# چیرانجیوی
چیرانجیوی (انگلیسی: Chiranjeevi؛ زادهٔ ۲۲ اوت ۱۹۵۵) هنرپیشه، تهیه‌کننده و سیاست‌مدار اهل هند است.
از فیلم‌ها یا برنامه‌های تلویزیونی که وی در آن نقش داشته‌است می‌توان به استالین اشاره کرد.
وی همچنین برندهٔ جوایزی همچون جایزه ناندی و جایزه فیلم‌فیر جنوب شده‌است.

## فیلم‌شناسی
فهرست برخی از فیلم‌هایی که چیرانجیوی در آن‌ها به ایفای نقش پرداخته‌است:
- استالین
- جنتلمن
- رانی کاسولا رانگاما
- او سوپراستار نیست
- اس.پی. پاراسورام
- سرباز
- زنده باد ناراسیما ردی
- هر کس
- محدودیت
- زندانی شماره ۱۵۰
- سارق
- پدرخوانده (فیلم ۲۰۲۲)
- شوهر باهوش
- والتیر ویرایا (۲۰۲۳)
- اوباش امروز راجا
- بهولا شانکار
- من دوست دارم ببینم
- بابا